# 웨즈우드 노웰

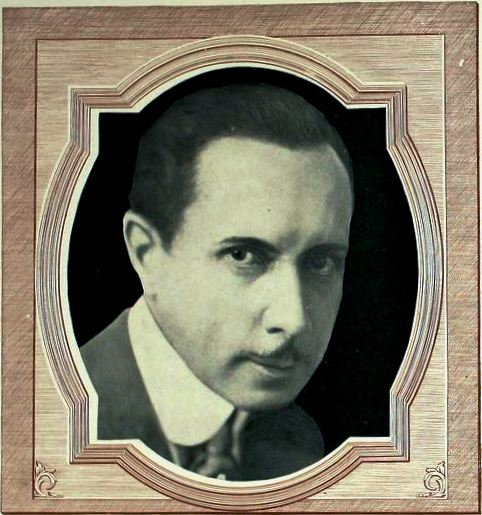

웨즈우드 노웰(Wedgwood Nowell, 1878년 1월 24일 ~ 1957년 6월 17일)은 미국의 배우, 작곡가, 각본가이다.
포츠머스에서 태어났으며 필라델피아에서 사망하였다.

## 영화
- 노 리브, 노 러브 (1946년)
- 철완 짐 (1942년)
- 리멤버 더 데이 (1941년)
- 버지니아 시티 (1940년)
- 포효하는 20년대 (1939년)
- 딕 트레이시 리턴즈 (1938년)
- 스파이더스 웹 (1938년)
- 딕 트레이시 (1937년)
- 1937년의 황금광들 (1936년)
- 상어섬의 죄수 (1936년)
- 아이 파운드 스텔라 패리시 (1935년)
- 아이 드림 투 머치 (1935년)
- 트랜서틀랜틱 메리-고-라운드 (1934년)
- 메리 위도우 (1934년)
- 클레오파트라 (1934년)
- 돈 메리 포 머니 (1923년)